# Bulbophyllum glabrum
Bulbophyllum glabrum là một loài phong lan thuộc chi Bulbophyllum.